# Widehem
Widehem település Franciaországban, Pas-de-Calais megyében. Lakosainak száma 247 fő (2022. január 1.). Widehem Neufchâtel-Hardelot, Camiers, Dannes, Frencq, Halinghen és Lefaux községekkel határos.

## Népesség
A település népessége az elmúlt években az alábbi módon változott:
| Lakosok száma | 341  | 360  | 283  | 365  | 309  | 248  | 254  | 269  | 244  | 247  |
|               | 1793 | 1836 | 1866 | 1891 | 1926 | 1962 | 2006 | 2011 | 2017 | 2022 |